# Sympycnus aristalis
Sympycnus aristalis är en tvåvingeart som beskrevs av Charles Howard Curran 1926. Sympycnus aristalis ingår i släktet Sympycnus och familjen styltflugor. Inga underarter finns listade i Catalogue of Life.